# Carl Eberth
Carl Eberth (* 4. April 1882 in Reichensachsen; † 6. Februar 1955 in Kassel) war ein deutscher Fotograf, der von Kaiser Wilhelm II. zum Hoffotografen ernannt wurde. Er dokumentierte über Jahrzehnte Alltag und Politik der Stadt Kassel und des ländlichen Nordhessens. Seine Fotografien gelten als wichtige zeit- und bauhistorische Dokumente der Stadt, deren Struktur sich durch starke Zerstörungen im Zweiten Weltkrieg stark veränderte.

## Leben
Carl Eberth wurde als Sohn eines Pfarrers geboren und wuchs zusammen mit zwölf Geschwistern auf. Er besuchte das Gymnasium in Bad Hersfeld und trat 1898 eine Lehre bei dem Fotografen Oscar Tellgmann in Eschwege an, die er 1901 erfolgreich abschloss. Mit 24 Jahren, 1906, kam er nach Kassel, wo er ein Fotostudio gründete. Foto Eberth befand sich einige Jahre in der damaligen Hohenzollernstr. 43, der heutigen Friedrich-Ebert-Straße. Später zog das Geschäft ein Haus weiter in die Nummer 42, wo es viele Jahrzehnte blieb. 1908 heiratete Carl Eberth Marie Möller. Aus der Ehe gingen die zwei Söhne Carl Junior und Rudolf hervor.
Eberth dokumentierte in erster Linie Kasseler Tagesereignisse und erbrachte Dienstleistungen für das Kasseler Bürgertum wie Hochzeitsfotos und Passbilder. Er fotografierte darüber hinaus im Auftrag Staatsbesucher und die königliche Familie und arbeitete für die Presse. Privat reiste er durch Nordhessen und fotografierte Ortschaften, Feste, die Landarbeit sowie gesellschaftliche und politische Ereignisse. 1910 wurde er zum „Hofphotographen“ ernannt. Diese Ehrung erhielt er von Kaiser Wilhelm II. Eberths Sohn Carl Eberth junior (1910–1991) führte das Fotografieren fort, zum Teil zusammen mit seinem Vater. Er leitete nach dem Tod des Vaters auch das Atelier an der Friedrich-Ebert-Straße in Kassel weiter. Später übernahm sein Sohn Carl-Heinz Eberth das Geschäft und führte es in dritter Generation bis zum Jahr 2005, verlegte seinen Schwerpunkt aber später auf die Video- und Filmtechnik.
Bei schweren Bombenangriffen auf Kassel in der Nacht vom 22. auf den 23. Oktober 1943 wurde neben dem Geschäft auch ein Teil von Eberths Bildarchiv zerstört. Der erhaltene Teil zeigt auch dunkle Kapitel der Stadtgeschichte Kassels, so die Zerstörung der Synagoge und die Schließung des Kasseler Volksblattes 1933 durch die Nationalsozialisten. Nach 1945 wurde der Wiederaufbau der Stadt von den Eberths dokumentiert. Zwischen 1943 und 1955 unterhielten Eberth Senior und Junior ein Fotogeschäft in Waldkappel, ehe 1955 das Fotostudio nach dem Wiederaufbau des Hauses in die Friedrich-Ebert-Str. 42 zurückkehrte.

## Bildarchiv
Das Archiv mit über 100.000 Fotos und Negativen wurde im Jahr 2006 von der Schwiegertochter Eberths, Elisabeth, dem Stadtarchiv Kassel übergeben. Die Erschließung des Materials fand ab 2011 statt. Seit 2013 existiert eine Bilddatenbank mit 65.000 Motiven. Abzüge vornehmlich von Prominenten finden sich in vielen Archiven weltweit.

## Publikationen
- Carl Eberth (Hrsg.): Bilder aus dem Hessenlande. Heft 1. Kassel um 1910.
- Carl Eberth (Hrsg.): Bilder aus dem Hessenlande. Heft 2. Kassel um 1910.
- Carl Eberth (Hrsg.): Bilder aus dem Hessenlande. Federzeichnungen aus der Skizzenmappe eines hessischen Dorf-Pfarrers. Heft 3. Kassel um 1918.
- Alexander Link: Zeitbilder – Acht Jahrzehnte Foto Eberth Cassel. Die Sammlung Eberth im Stadtarchiv Kassel. Herausgegeben vom Verein Freunde des Stadtmuseums Kassel. Oktogon Verlag, Kassel 2016, ISBN 978-3-9817-1531-6.
- Wolfgang Hermsdorff: Kassel 1900 bis heute. Eine Dokumentation mit Fotos von Carl Eberth. Stauda, Kassel 1981. ISBN 978-3-7982-0401-0.
- Frank-Roland Klaube: Alt-Kassel – Bilder, die Geschichte erzählen. Mit Fotografien von Carl Eberth (Stadtarchiv Kassel). Wartberg Verlag, Gudensberg 2017, ISBN 978-3-8313-2265-7.
- Stephan Franke: Leben im alten Kassel. Mit Fotografien von Carl Eberth (Stadtarchiv Kassel). Wartberg Verlag, Gudensberg 2018, ISBN 978-3-8313-2266-4.
- Stephan Franke: Kassel im Aufbruch – Die 50er Jahre. Mit Fotografien von Carl Eberth (Stadtarchiv Kassel). Wartberg Verlag, Gudensberg 2019, ISBN 978-3-8313-3222-9.
- Stephan Franke: Nordhessen – Damals auf dem Land. Mit Fotografien von Carl Eberth (Stadtarchiv Kassel). Wartberg Verlag, Gudensberg 2021, ISBN 978-3-8313-3348-6.